# Psapharochrus giesberti
Psapharochrus giesberti là một loài bọ cánh cứng trong họ Cerambycidae.